# Tomáš Hamřík
Tomáš Hamřík (* 23. září 1966, Brno) je bývalý československý fotbalista, mládežnický reprezentant, hrající na pozici obránce.

## Fotbalová kariéra
V československé a české lize hrál za FC Boby Brno, nastoupil ve 28 utkáních. Dalších 16 startů zaznamenal v řecké lize v sezoně 1992/93.
Svoje poslední prvoligové utkání odehrál 12. března 1995, jako střídající hráč byl u výhry Boby Brno nad Plzní 2:0 (utkání přihlíželo 23 153 diváků). Od 6. dubna 1995 do 16. července 2003 byl kmenovým hráčem FC LeRK Brno (později SK LeRK Prostějov), od 16. července 2003 je hráčem SK ŽS Křenovice. Aktivně hraje i v sezoně 2013/14, už však pouze za křenovické C-mužstvo ("Stará garda"), které hraje nejnižší okresní soutěž na Vyškovsku.

## Ligová bilance
| Ročník                                   | Zápasy | Góly | Klub              |
| ---------------------------------------- | ------ | ---- | ----------------- |
| 1. československá fotbalová liga 1989/90 | 19     | 0    | Zbrojovka Brno    |
| 1. československá fotbalová liga 1990/91 | 8      | 0    | Zbrojovka Brno    |
| Řecká Superliga 1992/93                  | 16     | 0    | Edessaikos Edessa |
| 1. česká fotbalová liga 1994/95          | 1      | 0    | FC Boby Brno      |
| CELKEM 1. LIGA - Československo          | 27     | 0    |                   |
| CELKEM 1. LIGA - Česká republika         | 1      | 0    |                   |
| CELKEM 1. LIGA - Řecko                   | 16     | 0    |                   |